# (74001) 1998 FW45
(74001) 1998 FW45 – planetoida z pasa głównego asteroid okrążająca Słońce w ciągu 3,24 lat w średniej odległości 2,19 j.a. Odkryta 20 marca 1998 roku.